# 蕨中央医院
医療法人瑞光会 蕨中央医院（いりょうほうじんずいこうかい わらびちゅうおういいん）は、埼玉県川口市にある病院である。クリニックの2階にはメディカルエステ「スキンジョイ」を併設している。最寄駅はJR京浜東北線蕨駅。

## 診療科
- 皮膚科
- 形成外科
- アレルギー科
- 美容外科

## 沿革と特徴
1964年、現理事長である松岡明哲によって開設された。開業当時は、皮膚科の開業医が珍しく、多い時には1日300人を超える患者が訪れたという。
通常の外来診療のほか外来手術日を設け、皮膚生検(診断の為の検査)・皮膚腫瘍・陥入爪・外傷又は眼瞼下垂などの皮膚外科疾患の診断・治療にも対応している。
シミ、刺青の除去のため、レーザー治療の設備体制も有する。
上述の通り、クリニックの2階には「スキンジョイ」というメディカルエステを併設しており、医師が作成したプログラムにより、美容的改善やアンチエイジングを目的とした施術を受けることができる。

## 交通アクセス
- JR京浜東北線蕨駅より徒歩3分